# Elisabetta Maria d'Asburgo-Lorena
Elisabetta Maria Enrichetta Stefania Gisella d'Asburgo-Lorena (Laxenburg, 2 settembre 1883 – Vienna, 16 marzo 1963) è stata un'Arciduchessa d'Austria e l'unica figlia del Principe Ereditario Rodolfo d'Austria. In famiglia era nota come Erzsi, diminutivo del suo nome in ungherese. In seguito soprannominata "L'Arciduchessa Rossa" per essere diventata una socialista e membro del Partito Socialdemocratico d'Austria.

## Biografia

### Infanzia

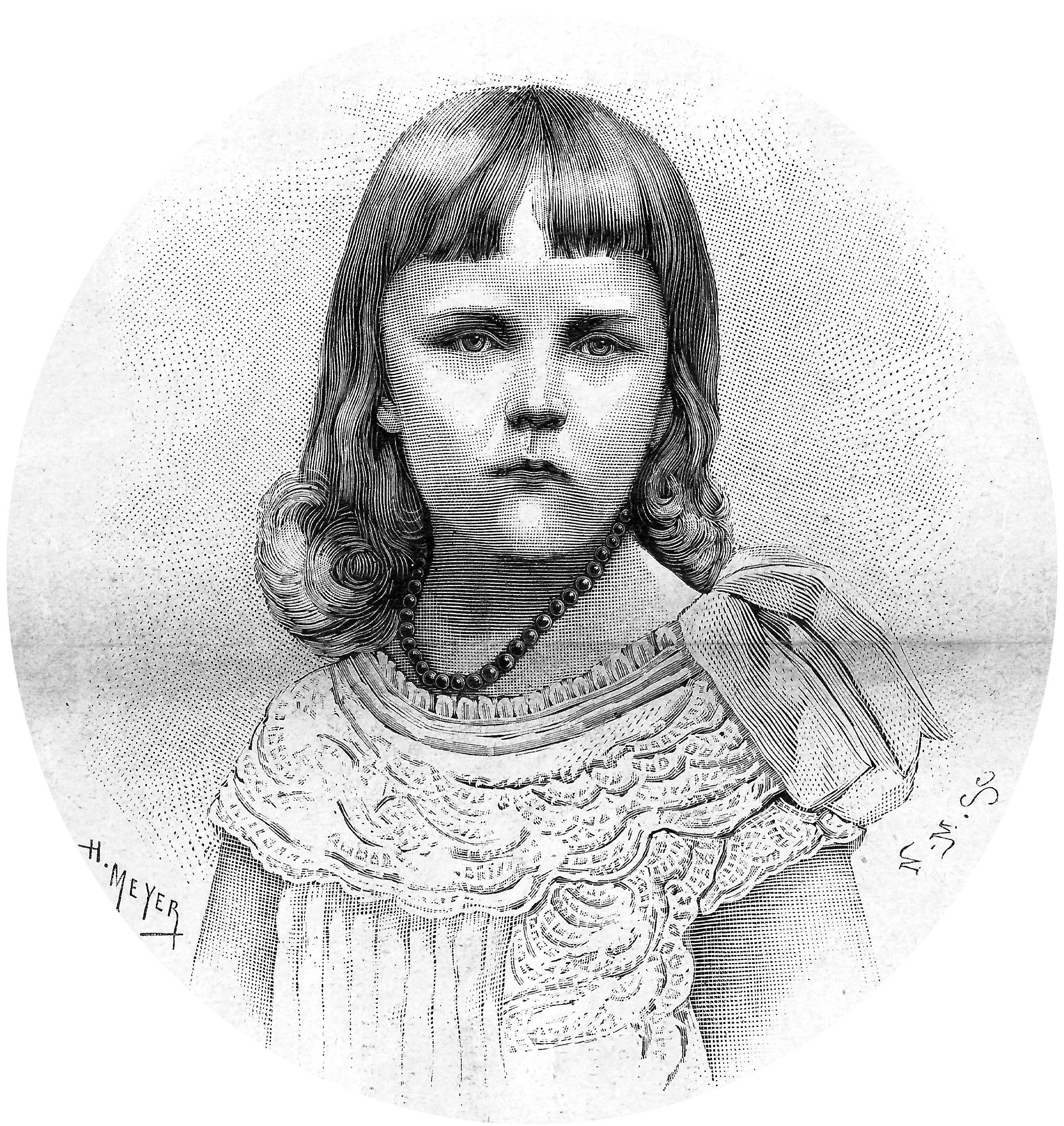
Elisabetta in tenera età

Elisabetta nacque al Castello di Laxenburg il 2 settembre 1883 da Rodolfo d'Asburgo-Lorena e dalla Principessa Stefania, figlia di Leopoldo II del Belgio. Unica figlia del suo (defunto) padre, Erzsi, diminutivo dall'ungherese Erzebet, era la nipote preferita di suo nonno paterno, l'Imperatore Francesco Giuseppe d'Austria.
Nel 1889, quando Erzsi aveva poco più di cinque anni, suo padre e la sua amante, la baronessa Maria Vetsera, furono trovati morti in quello che si presume sia un patto di omicidio-suicidio nel casino di caccia imperiale di Mayerling. La morte di suo padre interruppe la successione dinastica all'interno della famiglia imperiale austriaca degli Asburgo-Lorena, fratturando la già precaria situazione matrimoniale dei suoi nonni.
Dopo la morte di Rodolfo, Francesco Giuseppe assunse la sua tutela; per suo ordine, le fu proibito di lasciare l'Austria con sua madre. In giovane età manifestò una forte personalità, così come un'opposizione alla corte viennese.
Sua nonna, la bellissima e capricciosa Imperatrice Elisabetta, non gradì di essere identificata come una nonna ed ebbe con i nipoti rapporti superficiali, anche con Elisabetta, ma si sforzava, quando era a corte, di recitare il ruolo di nonna affettuosa per compiacere Francesco Giuseppe che adorava la nipote. Alla sua morte, il patrimonio dell'imperatrice fu diviso tra le figlie Gisella e Maria Valeria (due quinti ciascuna) e la nipote Elisabetta (un quinto), come si evince dal diario dell'arciduchessa Maria Valeria. Elisabetta donò inoltre alla nipote Erszi una serie delle sue celeberrime stelle di diamanti, che figurano anche tra i doni di nozze della giovane arciduchessa. L'imperatrice dimostrò il suo disprezzo verso sua nuora prima dello scandalo, e dopo Mayerling biasimò l'atteggiamento geloso di Stefania per l'infelicità del figlio e per il suicidio. La moglie di Rodolfo, la Principessa Ereditaria Stefania, madre della giovane Arciduchessa Elisabetta, era completamente dipendente dalla carità dell'imperatore. Dopo la morte di Rodolfo, la conseguente mancanza di sostegno imperiale nei confronti di Stefania influenzarono negativamente il rapporto di Elisabetta con la madre, per cui genitrice e figlia non furono mai legate.
Nel 1900 Stefania rinunciò al suo titolo di Principessa Ereditaria per sposare il giovane – e protestante – conte ungherese Elemer Lonyay. Sebbene Francesco Giuseppe l'avesse fornita di una dote e Lonyay successivamente si fosse convertito, Elisabetta ruppe tutti i contatti con la madre poiché considerava il matrimonio come un tradimento alla memoria di suo padre. Più tardi, nel 1934, Stefania si vendicò diseredando Elisabetta, sua unica figlia.

### Primo matrimonio

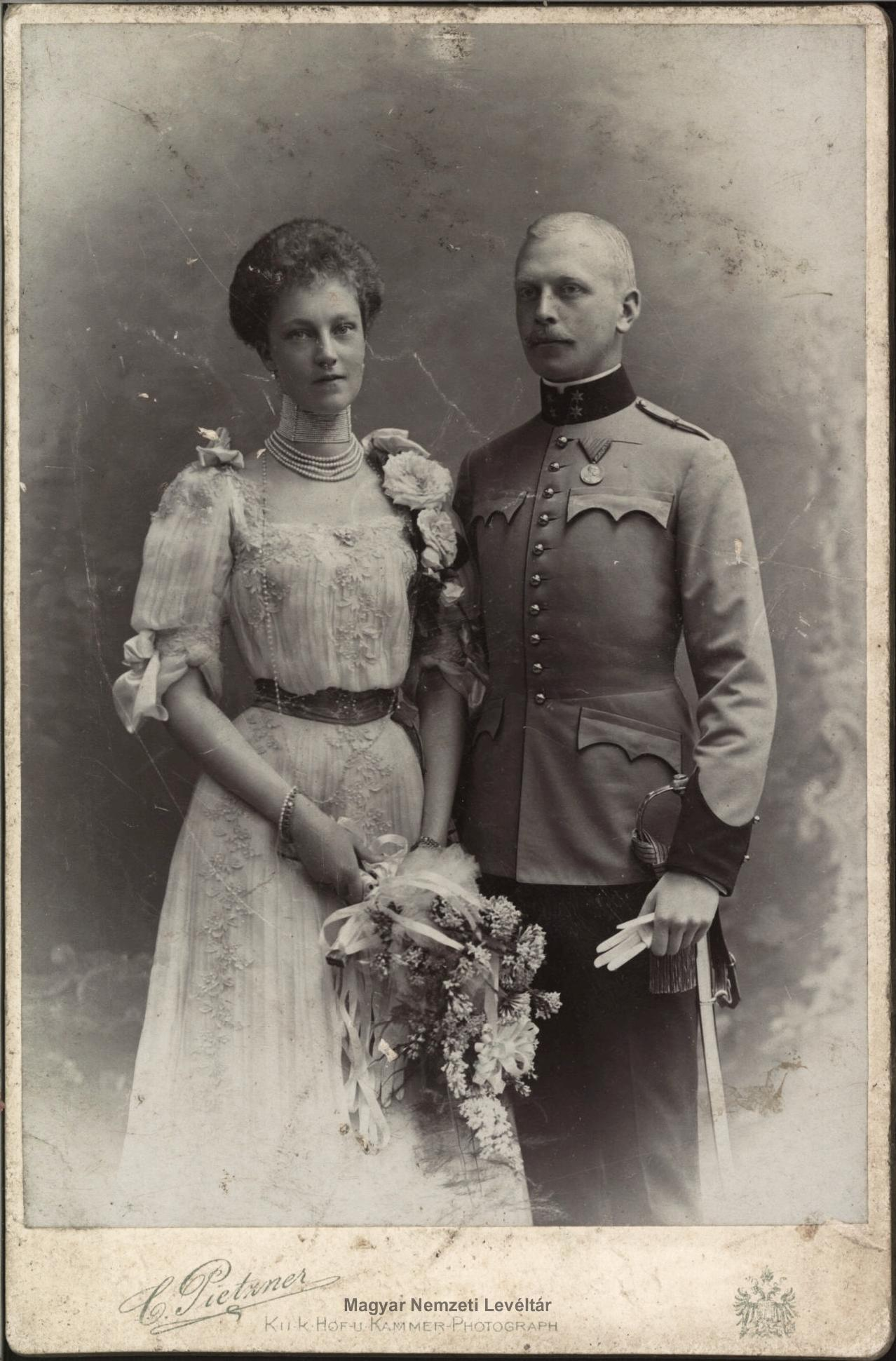
Elisabetta Maria ed il Principe Otto zu Windisch-Graetz.

La corte reale belga considerò Elisabetta come possibile sposa per il Principe Alberto, erede presunto al trono del Belgio; ma Re Leopoldo II, che disapprovava violentemente il recente matrimonio morganatico di sua madre con il Conte Lonyay, rifiutò di dare ad Alberto il suo permesso. La sorella di Alberto, Enrichetta, fu inorridita dalla scelta di suo fratello, sentendo che l'ambiente di Elisabetta fosse troppo instabile per un matrimonio di successo.
In quel periodo, Elisabetta incontrò il Principe Otto zu Windisch-Graetz (1873–1952) ad un ballo di corte. Di dieci anni maggiore di lei, egli era di gran lunga al di sotto del suo rango. Ciononostante Elisabetta importunò Francesco Giuseppe perché le desse il permesso di sposarlo; egli acconsentì. Da molti racconti era soltanto Elisabetta che voleva il matrimonio; Otto era già fidanzato con un'altra donna e rimase sbalordito quando il suo Imperatore lo informò del suo nuovo fidanzamento. Gli fu ordinato dall'Imperatore di rompere il suo fidanzamento "minore" e di sposare sua nipote: egli ubbidì.
Allo scopo di evitare future contese di successione, l'Imperatore obbligò Elisabetta a rinunciare ai suoi diritti dinastici, anche se le permise di mantenere i suoi titoli personali e le fornì una generosa dote. Infatti gli Asburgo non consideravano la casata di Otto come loro pari e per questo era necessario che il matrimonio fosse morganatico, in modo che nessuna pressione fosse fatta su Elisabetta per diventare Imperatrice, qualora la successione si fosse interrotta nuovamente.
La coppia si sposò alla Hofburg il 23 gennaio 1902. Il matrimonio, tuttavia, fu turbato, e portò all'imperatore ricordi spiacevoli della morte del figlio, e il susseguente ulteriore scandalo per la famiglia:
"Sua nipote ha recentemente sposato il principe Windisch-Graetz; era l'unica figlia dello scomparso Principe Ereditario Rodolfo. Il matrimonio è stata un'unione d'amore, ma quando erano sposati da appena un anno, litigarono, a causa di un'attrice a cui la Principessa Elisabetta sparò: la donna morì per le ferite riportate. L'Imperatore, in conseguenza di questo evento, non partecipò al battesimo del figlio dell'Arciduchessa Principessa Windisch-Graetz. La vicenda causò una sensazione dolorosa alla Corte di Vienna, anche se fu messo a tacere come lo sono la maggior parte di eventi del genere."

### "L'Arciduchessa rossa"
Sia Erzsi che Otto erano aperti nell'avere relazioni extraconiugali reciproche ed è particolarmente nota la liason di Elisabetta con Egon Lerch, capitano di sommergibile della imperiale e regia Marina da guerra durante la prima guerra mondiale.
Fu solo dopo la morte di Francesco Giuseppe nel 1916 e la fine della monarchia nel 1918, che la coppia si separò ufficialmente. Nel 1921 Elisabetta aderì al Partito Socialdemocratico e conobbe Leopold Petznek di Bruck an der Leitha, allora presidente della Corte dei Conti, in uno degli incontri elettorali. Insegnante e convinto socialdemocratico, Petznek proveniva da un ambiente modesto ma era molto educato. Era anche sposato: sua moglie (da cui aveva avuto un figlio maschio), era stata internata in un ospedale psichiatrico a Mauer-Ohling e lì morì il 9 giugno 1935.
Il procedimento giudiziario si trascinò a lungo e solo nel marzo 1924 Elisabetta fu in grado di ottenere una separazione ufficiale. Ne seguì una clamorosa battaglia per la custodia dei loro quattro figli. In origine il tribunale assegnò ad Elisabetta la custodia dei due figli maschi maggiori, mentre il maschio più piccolo e la figlia andarono a vivere con Otto.

### Secondo matrimonio
All'inizio del 1948 Elisabetta divorziò ufficialmente dal principe Otto e il 4 maggio 1948 sposò Leopold Petznek (1881-1956), con cui aveva vissuto per molti anni. Egli, che aveva trascorso un periodo di tempo imprigionato dai nazisti, diventò presidente del Landtag della Bassa Austria dopo la guerra.
Elisabetta divenne nota come l'Arciduchessa rossa (in tedesco: Die rote Erzherzogin) per la sua associazione con il marito Leopold ed il partito socialista. Di frequente faceva visita agli spiritisti, e annotava di queste sedute spiritiche nel suo diario.

### Morte

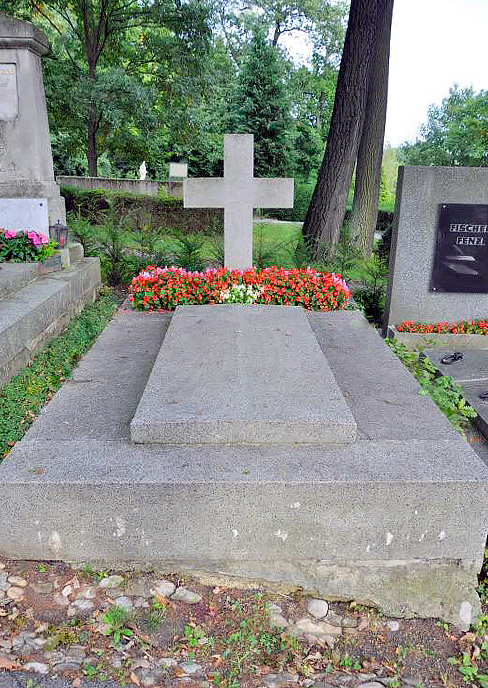
La tomba dell'Arciduchessa al cimitero di Hütteldorfer a Vienna.

Elisabetta morì a Vienna il 16 marzo 1963, circa sei mesi prima del suo ottantesimo compleanno. Secondo i suoi desideri, fu sepolta in una tomba senza nome al cimitero di Hütteldorfer a Vienna, vicino alla casa dove aveva trascorso i suoi ultimi anni con i suoi enormi cani.

## Discendenza
Elisabetta ed Otto ebbero quattro figli:
- Franz Joseph (1904–1981);
- Ernst (1905–1952);
- Rudolf (1907–1939);
- Stephanie (1909–2005), unica figlia femmina della coppia, che nacque a Ploschkowitz.

## Ascendenza
|                                   |                       |                                                 | Genitori                           |  |  | Nonni |  |  | Bisnonni                         |  |  | Trisnonni             |  |
|                                   |                       |                                                 |                                    |  |  |       |  |  | Francesco Carlo d'Asburgo-Lorena |  |  | Francesco I d'Austria |  |
|                                   |                       |                                                 |                                    |  |  |       |  |  | Francesco Carlo d'Asburgo-Lorena |  |  | Francesco I d'Austria |  |
|                                   |                       | Maria Teresa di Napoli e Sicilia                |                                    |  |  |       |  |  | Francesco Carlo d'Asburgo-Lorena |  |  |                       |  |
| Francesco Giuseppe I d'Austria    |                       |                                                 |                                    |  |  |       |  |  | Francesco Carlo d'Asburgo-Lorena |  |  |                       |  |
|                                   |                       | Sofia di Baviera                                | Massimiliano I Giuseppe di Baviera |  |  |       |  |  |                                  |  |  |                       |  |
|                                   |                       | Sofia di Baviera                                | Massimiliano I Giuseppe di Baviera |  |  |       |  |  |                                  |  |  |                       |  |
|                                   |                       | Sofia di Baviera                                | Carolina di Baden                  |  |  |       |  |  |                                  |  |  |                       |  |
| Rodolfo d'Asburgo-Lorena          |                       | Sofia di Baviera                                |                                    |  |  |       |  |  |                                  |  |  |                       |  |
|                                   |                       | Massimiliano Giuseppe in Baviera                | Pio Augusto in Baviera             |  |  |       |  |  |                                  |  |  |                       |  |
|                                   |                       | Massimiliano Giuseppe in Baviera                | Pio Augusto in Baviera             |  |  |       |  |  |                                  |  |  |                       |  |
|                                   |                       | Massimiliano Giuseppe in Baviera                | Amalia Luisa di Arenberg           |  |  |       |  |  |                                  |  |  |                       |  |
| Elisabetta di Baviera             |                       | Massimiliano Giuseppe in Baviera                |                                    |  |  |       |  |  |                                  |  |  |                       |  |
|                                   |                       | Ludovica di Baviera                             | Massimiliano I Giuseppe di Baviera |  |  |       |  |  |                                  |  |  |                       |  |
|                                   |                       | Ludovica di Baviera                             | Massimiliano I Giuseppe di Baviera |  |  |       |  |  |                                  |  |  |                       |  |
|                                   |                       | Ludovica di Baviera                             | Carolina di Baden                  |  |  |       |  |  |                                  |  |  |                       |  |
| Elisabetta Maria d'Asburgo-Lorena |                       | Ludovica di Baviera                             |                                    |  |  |       |  |  |                                  |  |  |                       |  |
|                                   | Leopoldo I del Belgio | Francesco Federico di Sassonia-Coburgo-Saalfeld |                                    |  |  |       |  |  |                                  |  |  |                       |  |
|                                   | Leopoldo I del Belgio | Francesco Federico di Sassonia-Coburgo-Saalfeld |                                    |  |  |       |  |  |                                  |  |  |                       |  |
|                                   | Leopoldo I del Belgio | Augusta di Reuss-Ebersdorf                      |                                    |  |  |       |  |  |                                  |  |  |                       |  |
| Leopoldo II del Belgio            | Leopoldo I del Belgio |                                                 |                                    |  |  |       |  |  |                                  |  |  |                       |  |
|                                   |                       | Luisa Maria d'Orléans                           | Luigi Filippo di Francia           |  |  |       |  |  |                                  |  |  |                       |  |
|                                   |                       | Luisa Maria d'Orléans                           | Luigi Filippo di Francia           |  |  |       |  |  |                                  |  |  |                       |  |
|                                   |                       | Luisa Maria d'Orléans                           | Maria Amalia di Napoli e Sicilia   |  |  |       |  |  |                                  |  |  |                       |  |
| Stefania del Belgio               |                       | Luisa Maria d'Orléans                           |                                    |  |  |       |  |  |                                  |  |  |                       |  |
|                                   |                       | Giuseppe Antonio d'Asburgo-Lorena               | Leopoldo II d'Austria              |  |  |       |  |  |                                  |  |  |                       |  |
|                                   |                       | Giuseppe Antonio d'Asburgo-Lorena               | Leopoldo II d'Austria              |  |  |       |  |  |                                  |  |  |                       |  |
|                                   |                       | Giuseppe Antonio d'Asburgo-Lorena               | Maria Luisa di Spagna              |  |  |       |  |  |                                  |  |  |                       |  |
| Maria Enrichetta d'Austria        |                       | Giuseppe Antonio d'Asburgo-Lorena               |                                    |  |  |       |  |  |                                  |  |  |                       |  |
|                                   |                       | Maria Dorotea di Württemberg                    | Ludovio Federico di Württemberg    |  |  |       |  |  |                                  |  |  |                       |  |
|                                   |                       | Maria Dorotea di Württemberg                    | Ludovio Federico di Württemberg    |  |  |       |  |  |                                  |  |  |                       |  |
|                                   |                       | Maria Dorotea di Württemberg                    | Enrichetta di Nassau-Weilburg      |  |  |       |  |  |                                  |  |  |                       |  |
|                                   |                       | Maria Dorotea di Württemberg                    |                                    |  |  |       |  |  |                                  |  |  |                       |  |